# 和歌山市立藤戸台小学校
和歌山市立藤戸台小学校（わかやましりつふじとだいしょうがっこう）は、和歌山県和歌山市栄谷にある市立小学校。

## 概要
- 本校は、学園城郭都市「ふじと台」の中心部にある学校である。
- 和歌山県内で児童数が最も多い小学校となっている。

## 本校の歴史
- 2011年（平成23年）4月1日 - 開校。
- 2013年（平成25年）6月 - プール竣工。
- 2015年（平成27年）7月27日 - 東校舎増築開始。
- 2016年（平成28年）4月 - 東校舎完成。

## 学区[1]
- 栄谷（920番地、930番地、936番地、937番地5号～938番地、953番地～9999番地）
- 中（447番地～452番地、453番地4号、460番地地～462番地2号、463番地1号、463番地4号～463番地7号、476番地1号、477番地1号、479番地1号、479番地2号、480番地1号～482番地1号、483番地1号～486番地、488番地～490番地1号、493番地1号、495番地、498番地～500番地、572番地2号、572番地4号、572番地5号、573番地、582番地、583番地、585番地、586番地3号、586番地5号、586番地6号、587番地5号、587番地の9号〜587番地999号、588番地、590番地～663番地、666番地～671番地、674番地、675番地、677番地2号、688番地～9999番地）
- 平井（700番地～710番地）
- ふじと台[注釈 1]（全域）

## 周辺
- 和歌山大学
- ふじと台1号児童公園
- イオンモール和歌山

## アクセス
- 和歌山バス「ふじと台循環線」東コースで、「ふじと台小学校前」バス停下車。
- 南海電鉄本線和歌山大学前駅から、
  - 上述の和歌山バスに乗車し、「ふじと台小学校前」バス停まで3分。
  - 徒歩で約1.6km・約24分。